# Dacia Gamma
La Dacia Gamma è un pick-up derivante dalla Dacia 1300, disponibile in tre modelli: il 1304 Single-Cab Pick-Up, 1307 Double-Cab Pick-Up e 1305 Drop-Side.
La prima versione del modello risale al 1975 e durante gli anni ha subito varie revisioni, la più importante delle quali nel 1992 con l'introduzione della seconda serie.
Il veicolo è proposto a trazione anteriore, posteriore o 4X4, mentre un motore 1.9l Renault fornisce potenza al mezzo.
Il modello è stato costruito sino all'8 dicembre 2006, sostituito dalla Logan Pick-Up, avente una linea basata sulla Dacia Logan.